# Văleni-Dâmbovița, Dâmbovița
Văleni-Dâmbovița este satul de reședință al comunei cu același nume din județul Dâmbovița, Muntenia, România.